# Rózsa Alíz
Rózsa Alíz, V Rózsa Aliz, családi nevén Alice W. Rosen (Nagyvárad, 1909 – Izrael, 1985) újságíró, író.

## Életútja
Középiskolát szülővárosában végzett, a kolozsvári egyetemen szerzett jogi diplomát. Az 1930-as évek elején a Nagyváradi Napló, majd az Aradi Közlöny munkatársa. 1944 után a Romániai Magyar Szó és az aradi Vörös Lobogó közli írásait. 
1957-től Izraelben élt.

## Művei
- Tétova léptek (novellák, Arad, 1936)
- Tetemrehívás (versek, Arad, 1945)
- Béketanács Bergengóciában (Tanulságos mese kicsik és nagyok okulására. Arad, 1948)

Magyarra fordított egy kötetre való Puskin-mesét (Mesék. Salamon Lászlóval és Vajda Bélával, 1949).